# Zimmern unter der Burg

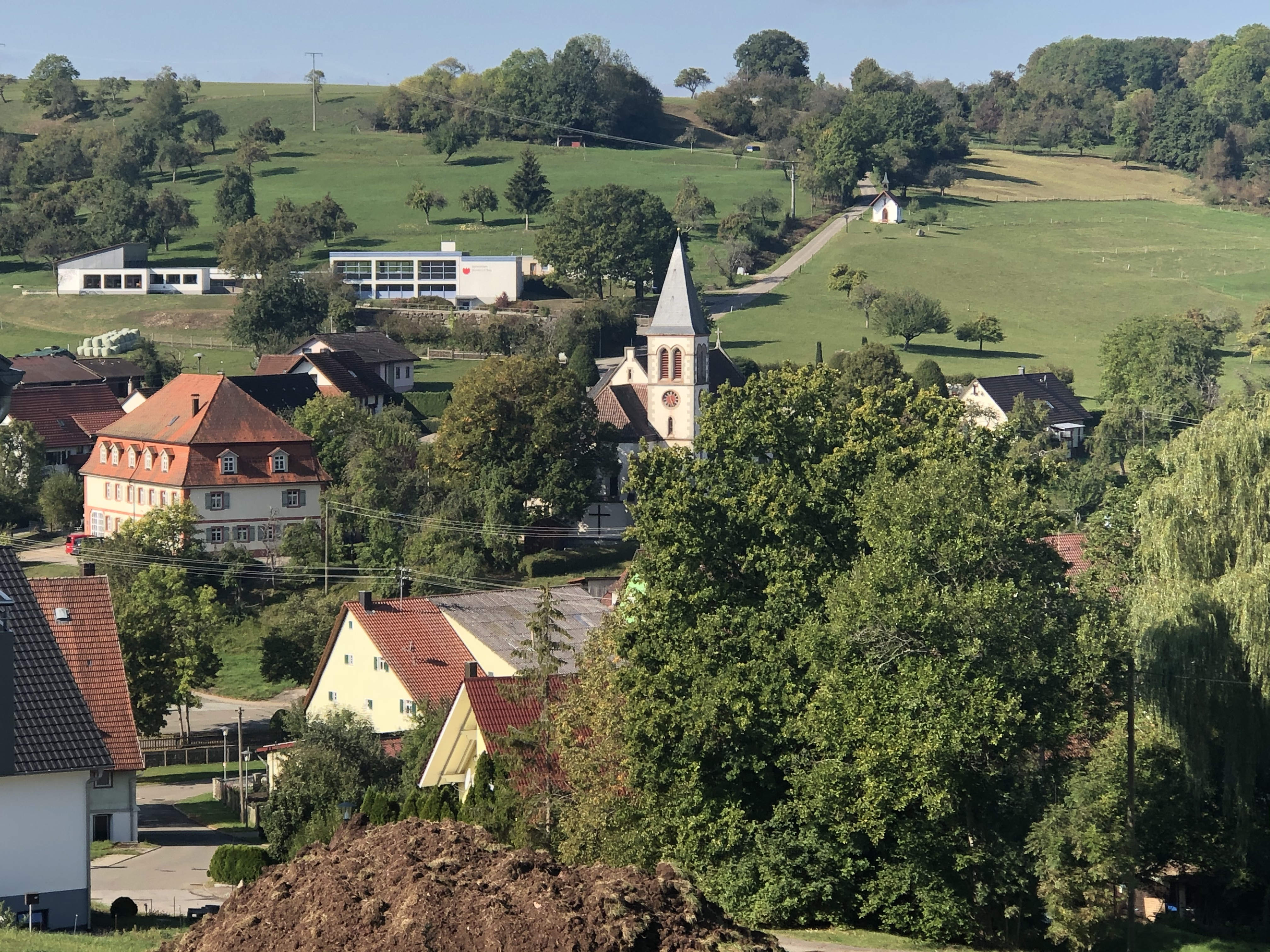
Zimmern unter der Burg

Zimmern unter der Burg ist eine Gemeinde im Zollernalbkreis in Baden-Württemberg (Deutschland). Das Gemeindegebiet gehört zum Erholungsgebiet Oberes Schlichemtal.

## Ortsname
Der Ort wurde um 1275 als Zimbern (gezimmertes Bauwerk) erwähnt. Später auch Zerbrochen Zimmern oder Brochenzimmern und Zimmern im Löchlin. Seit um 1600 vorwiegend Zimmern »unter der Burg«.

## Wappen
Blasonierung: Mit drei mittleren aufsteigenden Spitzen von Silber (Weiß) und Rot geteilter Schild.
Um 1930 nahm die Gemeinde eine in schildförmiger Umrahmung stehende naturalistische Darstellung einer auf hohem Felsen stehenden Burg in ihre Dienstsiegel auf. Zwar schlug die Archivdirektion Stuttgart am 27. November 1933 Farben für dieses Wappen vor, doch kam dieses nicht zur Verleihung. Nach dem Zweiten Weltkrieg übernahm die Gemeinde das Familienwappen der ausgestorbenen Grafen von Sulz, unter deren Herrschaft sie im Mittelalter gestanden hatte. Das Wappen wurde am 8. Juni 1949 vom Innenministerium Württemberg-Hohenzollern, die Flagge am 29. März 1982 vom Landratsamt verliehen.

## Geographie

### Geographische Lage
Zimmern unter der Burg liegt im Albvorland an der westlichen Grenze des Zollernalbkreises und grenzt nach Westen an den Landkreis Rottweil.
Das Dorf liegt etwas versteckt in einer Talmulde wenige Kilometer nördlich der Schwäbischen Alb und gehört der Raumschaft und dem Erholungsgebiet Oberes Schlichemtal an.
Durch das Dorf fließt der Schwarzenbach. Dieser mündet weiter westlich in die Schlichem, einem Nebenfluss des Neckars.

### Geologie
Die Gemarkung liegt im Keuperbergland. Die Talwannen des Schwarzenbachs und seiner Quelläste sind bis in die Bunten Mergel eingeschnitten, an den Hängen spielt der zu Rutschungen neigende Knollenmergel eine Rolle. Über den Tälern markiert ein Hangknick den Übergang auf die untere Liasfläche, ganz im Osten reicht auch die obere Liasstufe noch etwas herein.

### Gemeindegliederung
Zur Gemeinde Zimmern unter der Burg gehören das Dorf Zimmern unter der Burg und das Gehöft Aspenhof.
Der bebaute Ort liegt fast in der Mitte der Markung, wo Schwarzenbach, Schwaigholzbach, Wiesentälesbach und Seltergraben zusammentreffen.
Insgesamt umfasst die Gemarkung 505 ha, wovon 36 ha auf die bebaute Ortslage entfallen, 147 ha auf den Gemeinde- und Privatwald sowie 310 ha auf die Feldgrundstücke. Aufgrund der Topografie der Gemarkung und den Bodeneigenschaften werden lediglich rund 70 ha als Ackerflur genutzt, wobei die Markung keine zusammenhängende Ackerflur aufweist.

### Schutzgebiete
Zimmern unter der Burg hat Anteil am Naturschutzgebiet Schwarzenbach und am FFH-Gebiet Prim-Albvorland. Die ehemalige Tongrube im Norden ist als flächenhaftes Naturdenkmal ausgewiesen.

## Geschichte

### Mittelalter
Das Dorf ist eine Siedlung der älteren Ausbauzeit des 7./8. Jahrhunderts. Ein alemannisches Gräberfeld ist zu vermuten.
Zimmern unter der Burg wurde erstmals 1297 urkundlich erwähnt. Der Ort wurde zuerst als Zimbern erwähnt, später auch als Zerbrochen Zimmern (1314) oder als Brochenzimmern (1318–1334), als Zimmern im Löchlin (1438) und seit etwa 1600 als Zimmern unter der Burg.
Die Burg Zimmern, von der der Ortsname stammt, war schon 1314 zerstört. Ursprünglich war es das Schloss der Freiherren von Hornstein, dann in der Herrschaft der Grafen von Sulz. Damals verkaufte Graf Hermann von Sulz mehrere Güter in Zimmern und Gößlingen an Rottweiler Bürger.
Seit 1349 waren nachweislich die Herren von Sickingen im Besitz des hiesigen Rittergutes, das später der Reichsritterschaft einverleibt wurde.

### Frühe Neuzeit
Gut und Ortsherrschaft gingen 1524 an die Herren von Ehingen, 1549 an die Landenberg und 1657 an die Vöhlin von Frickenhausen über. Das Rittergut wurde 1661 an von Stuben verkauft und kam von deren Erben (nach 1744) in zwei Teilen durch Verehelichung 1792/99 an die Grafen von Waldburg-Zeil. Diese verkauften das Rittergut 1833 an die Gemeinde. Die Patrimonialrechte der Waldburg-Zeil am Ort entfielen somit.
Das Haus Habsburg, das seit dem 16. Jahrhundert die Oberhoheit am Ort im Namen seiner Vorlande beanspruchte, erhielt 1544 die Blutgerichtsbarkeit und 1663 die Jurisdiktion sowie die hohe Obrigkeit zugestanden. Deren Obervogteiamt befand sich in Balgheim.

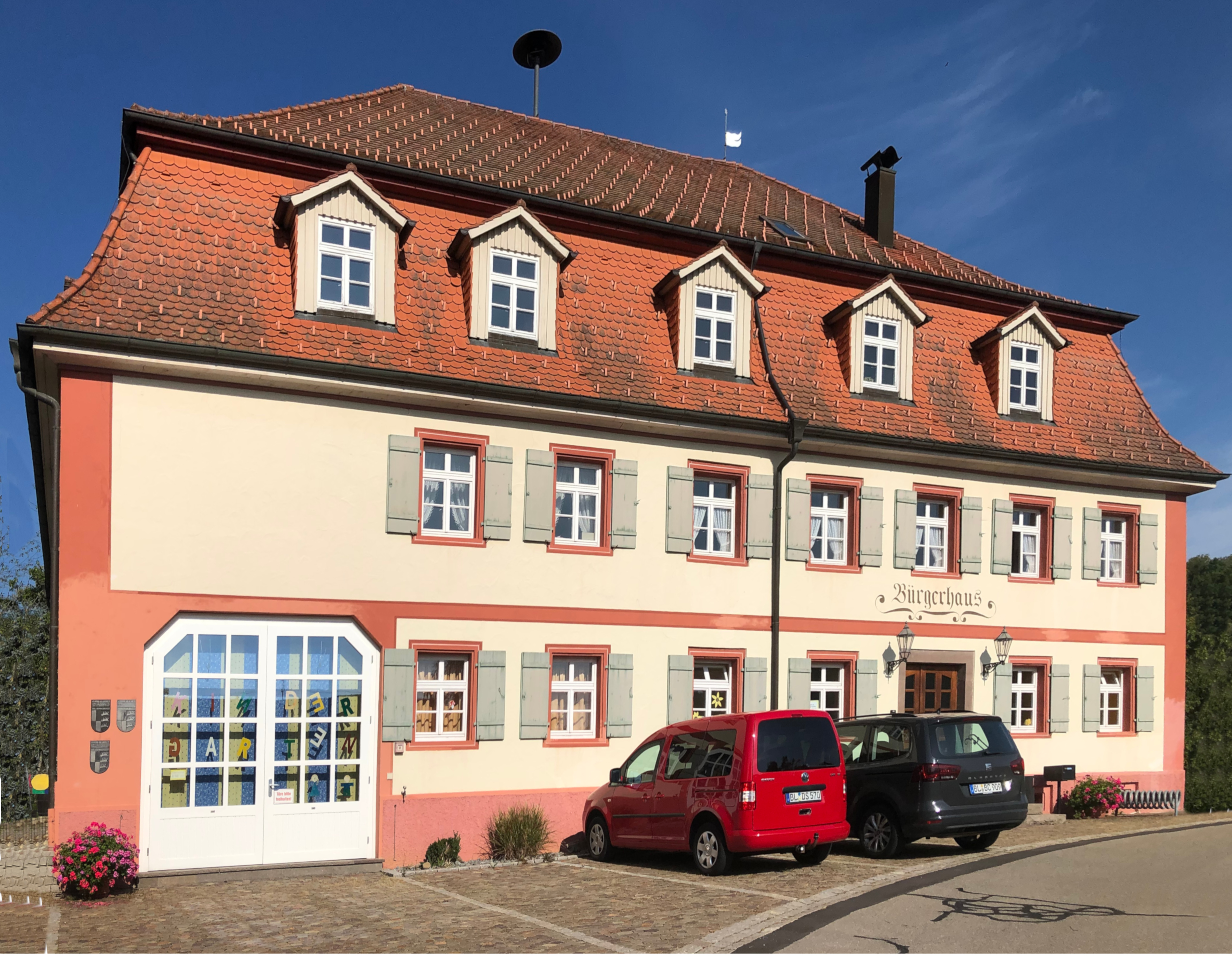
Schloss Zimmern

Das seit dem 16. Jahrhundert nachweisbare Schloss Zimmern (auch: Schlössle oder Schlösschen) der Ortsherrschaft ist ein zweigeschossiger Putzbau mit Mansardwalmdach. Erbaut wurden zwei Drittel des Gebäudes ab 1764, das restliche Drittel erst im 19. Jahrhundert ab 1842.
Die Schulkinder von Zimmern gingen im 17. Jahrhundert wahrscheinlich nach Gößlingen zur Schule. Seit Ende des 18. Jahrhunderts existierte auch eine Schule in Zimmern.

### In württembergischer Zeit
Im napoleonischen Zeitalter wurde Zimmern unter der Burg 1805 dem Kurfürstentum Württemberg, seit 1806 Königreich, zugesprochen. Unter württembergische Staatshoheit war der Ort kurz beim Oberamt Spaichingen und seit 1810 für mehr als ein Jahrhundert beim Oberamt Rottweil.
Durch den Kauf des Rittergutes (um 1818) von Fürst Franz Thaddäus von Waldburg-Zeil gelangte die Gemeinde zu größerem Besitz, was allerdings zu einer Überschuldung führte, sodass zwischen 1851 und 1855 eine Untersuchung durch die Regierung angeordnet wurde.
Das alte Oberamt Rottweil hieß während der NS-Zeit in Württemberg von 1934 bis 1938 Kreis Rottweil. Zimmern gelangte 1938 vom Kreis Rottweil zum neuen Landkreis Balingen.

### Nachkriegszeit
Im Jahre 1945 wurde die Gemeinde Teil der Französischen Besatzungszone und kam somit zum Nachkriegsland Württemberg-Hohenzollern, welches 1952 im Bundesland Baden-Württemberg aufging.
Seit der Kreisreform von 1973 ist Zimmern unter der Burg eine Gemeinde des neu gebildeten Zollernalbkreises.
1981 kaufte die Gemeinde das alte Pfarrhaus. Von 1982 bis 1987 wurde das Gebäude zu einem Bürgerhaus der Gemeinde umgebaut. Unter anderem war dann auch die Feuerwehrremise darin untergebracht. Das denkmalgeschützte Gebäude beherbergt heute die Gemeindeverwaltung und den Kindergarten sowie einen Jugendraum, eine Bücherei, Veranstaltungsräume und Proberäume der örtlichen Vereine.

### Religion
Die Einwohner von Zimmern gehörten bis 1840 zur katholischen Pfarrei nach Gößlingen. Seitdem existiert in Zimmern eine selbstständige katholische Pfarrei. Die Kirche nutzte das Schloss des ehemaligen Ritterguts als Pfarrhaus, das heutige Bürgerhaus. Die katholische Pfarrkirche St. Jakobus entstand in den Jahren 1894 bis 1896. Heute gehört die katholische Gemeinde zur Seelsorgeeinheit Oberes Schlichemtal im Dekanat Balingen der Diözese Rottenburg-Stuttgart.

## Bevölkerung

### Einwohnerentwicklung
In der zweiten Hälfte des 19. Jahrhunderts wanderten infolge wirtschaftlichen Schwierigkeiten über 200 Personen aus Zimmern nach Nordamerika aus.
Die Bevölkerungszahl verringerte sich dadurch von 1850 bis 1910 von 611 auf 341 Personen.
Aktuell hat Zimmern 469 Einwohner (Stand: 31. Dezember 2019).
Den Höchststand in der Nachkriegszeit erreichte Zimmern im Jahr 2000 mit 507 Einwohnern.

### Wanderungsbewegung
Die Wanderungsbewegung (Differenz aus Zuzügen und Fortzügen insgesamt über Gemeindegrenzen) von Zimmern unter der Burg finden sich im landeskundlichen Informationssystem für Baden-Württemberg.

## Politik

### Bürgermeister
Bürgermeister ist seit dem 1. März 2023 Walter Sieber. Er wurde am 22. Januar 2023 mit 68,7 Prozent der Stimmen gewählt.
Sieber folgte Jürgen Leichtle nach, der vom 1. Mai 2020 bis zum 4. Dezember 2022 amtierte. Leichtle wurde am 25. September 2022 zum Bürgermeister von Lauterbach gewählt. Leichtles Vorgänger Elmar Koch war von 1996 bis 2020 Bürgermeister von Zimmern unter der Burg.

### Gemeinderat
Der Gemeinderat in Zimmern unter der Burg hat acht Mitglieder. Bei der Kommunalwahl am 9. Juni 2024 wurde der Gemeinderat durch Mehrheitswahl gewählt. Mehrheitswahl findet statt, wenn kein oder nur ein Wahlvorschlag eingereicht wurde. Die Bewerber mit den höchsten Stimmenzahlen sind dann gewählt. Der Gemeinderat besteht aus den ehrenamtlichen Gemeinderäten und dem Bürgermeister als Vorsitzendem. Der Bürgermeister ist im Gemeinderat stimmberechtigt. Die Wahlbeteiligung lag bei 69,4 % (2019: 67,3 %).

### Gemeindeverwaltungsverband Oberes Schlichemtal
1971 schloss sich Zimmern mit weiteren 7 Kommunen zum Gemeindeverwaltungsverband Oberes Schlichemtal zusammen und konnte somit seine kommunale Selbstverwaltung erhalten. Von den 25 selbstständigen Kreisgemeinden des Zollernalbkreises ist Zimmern die zweitkleinste nach der Bevölkerungszahl.
Dem Gemeindeverwaltungsverband Oberes Schlichemtal gehören neben der Stadt Schömberg die Gemeinden Dautmergen, Dotternhausen, Dormettingen, Hausen am Tann, Ratshausen, Weilen unter den Rinnen und Zimmern unter der Burg an.
Der Gemeindeverwaltungsverband ist für Schömberg bei der Bearbeitung von Personalangelegenheiten, der vorbereitenden Bauleitplanung, den Kassengeschäften, der Trägerschaft der Werkrealschule sowie der Touristikförderung tätig. Ebenfalls zentral betreut werden vom Gemeindeverwaltungsverband die Bodenrichtwertkarten im Oberen Schlichemtal.

## Wirtschaft und Infrastruktur
Die kommunale Infrastruktur (Rathaus, Bauhof, Friedhof, Feuerwehrmagazin, Gemeindehalle) dürfte den Bedürfnissen des kleinen Orts gerecht werden.
Auch konnte 2005 ein kleines Wohnbaugebiet erschlossen werden, so dass Bauwilligen einen Bauplatz zur Verfügung gestellt werden kann.
Zimmern ist fast eine reine Wohnsitzgemeinde, da nur wenige Betriebe existieren, welche zusammen rd. 20 Arbeitsplätze (viele in Teilzeit) anbieten. Die überwiegende Mehrzahl der Beschäftigten (ca. 200 Personen) muss somit auswärts arbeiten.

## Bauwerke
- Die ehemalige Burg Zimmern, auf dem „Burgstall“ südwestlich von Zimmern, von der der Ortsname stammt.

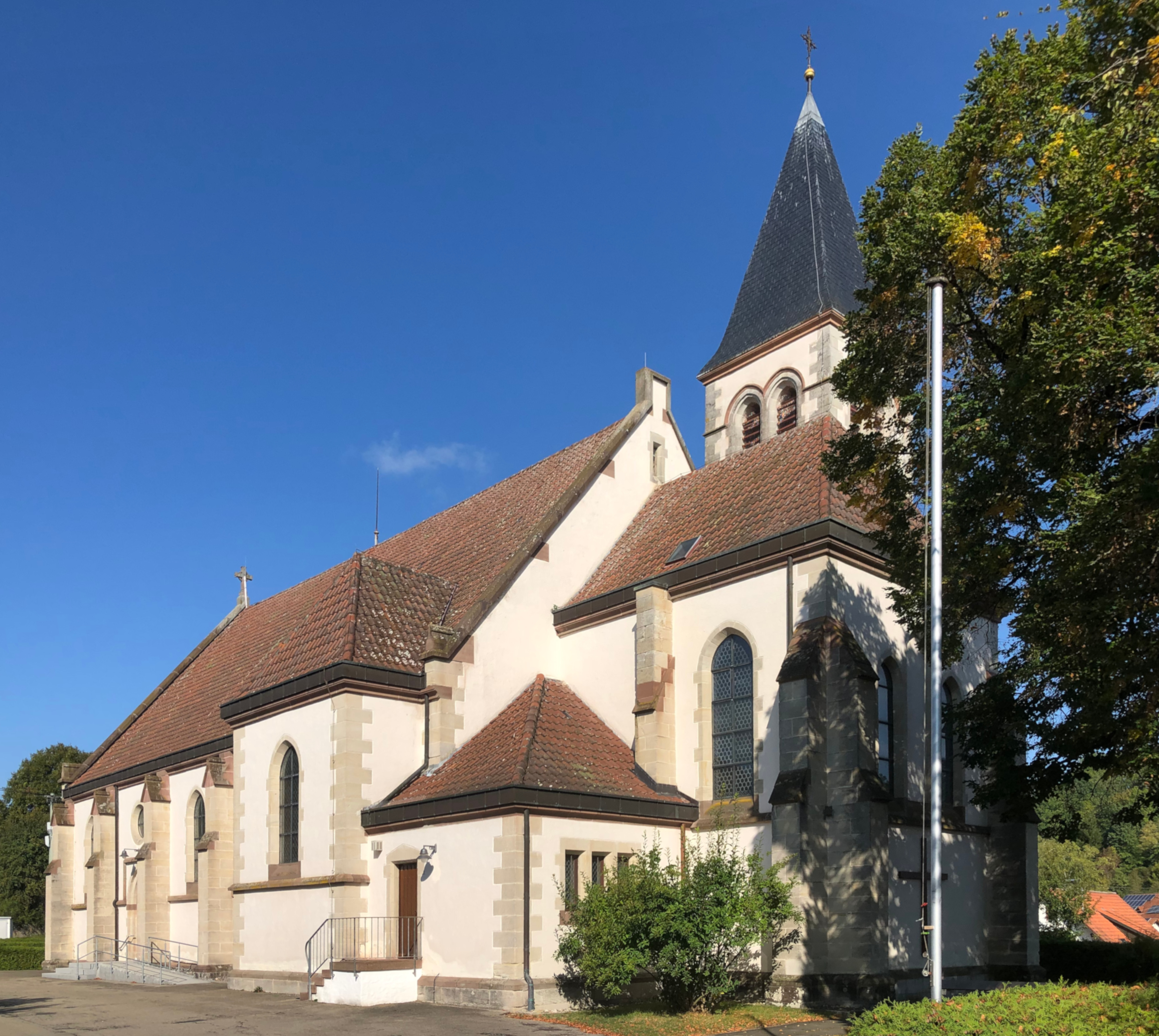
St. Jakobus

- Die denkmalgeschützte Jakobus-Kirche steht im Zentrum des Dorfes. Die Kirche wurde 1894 bis 1896 nach Entwürfen von Joseph Cades erbaut.[18]
- Die Kapelle Maria Königin wurde von Fridolin Schwarz und seinen beiden Söhnen aus Zimmern unter der Burg erbaut. Er hatte diesen Bau versprochen, wenn er den Zweiten Weltkrieg überlebe.
- Die Gemeindehalle Zimmern unter der Burg
- Das sogenannte „Zimmerner Schloss“ oder „Schlössle Zimmern“ aus dem Jahr 1610

## Verkehr
Der Öffentliche Nahverkehr wird durch den Verkehrsverbund Neckar-Alb-Donau (NALDO) gewährleistet. Die Gemeinde befindet sich in der Wabe 334.

## Söhne und Töchter der Gemeinde
- Aloys Küchle (1888–1936): Studienrat, Landtagsabgeordneter/MdL von 1920 bis 1933 (Zentrum).[19]
- Agnes Herkommer: geb. 25. Mai 1901 in Zimmern unter der Burg; gest. 17. Januar 1985 in Schwäbisch Gmünd, Lehrerin, Schriftstellerin, 1927 Promotion zum Dr. phil. in Tübingen.[20]